# چووتاو (اکلاهما)
چووتاو(به انگلیسی: Chouteau) شهری در ایالت اکلاهما کشور ایالات متحده آمریکا است که جمعیت آن در سرشماری سال ۲۰۱۰ میلادی، ۲٬۰۹۷ نفر بوده‌است.